# Nova Veneza

Nova Veneza tillhör kommunen Sumaré, vars läge är här markerat.

Nova Veneza är ett distrikt i kommunen Sumaré i Brasilien och ligger i delstaten São Paulo. Området ingår i Campinas storstadsområde och hade 140 774 invånare vid folkräkningen 2010.